# Diego Buonanotte
Diego Mario Buonanotte Rende (ur. 19 kwietnia 1988 w Teodolinie) – piłkarz argentyński grający na pozycji ofensywnego pomocnika lub skrzydłowego. Jest zawodnikiem hiszpańskiej Granady.

## Kariera klubowa
Buonanotte wychował się w szkółce piłkarskiej jednego z czołowych klubów w kraju, Club Atlético River Plate ze stolicy kraju Buenos Aires. Po występach w młodzieżowej drużynie filigranowy zawodnik, mierzący tylko 160 cm wzrostu, został w 2006 roku członkiem pierwszej drużyny River i 9 kwietnia 2006 dostał szansę debiutu od trenera zespołu Daniela Passarelli. Swój pierwszy mecz rozegrał przeciwko Instituto Córdoba, a zawodnicy River wygrali go 3:1. W sezonie 2007/2008 Diego coraz częściej występował w pierwszym składzie. 30 września 2007 zdobył pierwszego gola w profesjonalnej karierze, a gracze z Buenos Aires zremisowali 3:3 z Rosario Central. W całym sezonie zaliczył 11 trafień, a jego pierwszym sukcesem w karierze było wywalczenie mistrzostwa fazy Clausura. 26 grudnia 2009 roku uległ poważnemu wypadkowi samochodowemu. Z czterech osób będących w samochodzie, tylko on uszedł z życiem. Zawodnik miał złamaną kość ramieniową, obojczyk oraz doznał obrażeń płuc.
Od sezonu 2011/12 występuje w hiszpańskiej Maladze.
| Sezon   | Klub        | Kraj      | Rozgrywki        | Mecze | Bramki |
| ------- | ----------- | --------- | ---------------- | ----- | ------ |
| 2006/07 | River Plate | Argentyna | Primera División | 1     | 0      |
| 2007/08 | River Plate | Argentyna | Primera División | 25    | 11     |
| 2008/09 | River Plate | Argentyna | Primera División | 30    | 3      |
| 2009/10 | River Plate | Argentyna | Primera División | 23    | 10     |
| 2010/11 | River Plate | Argentyna | Primera División | 26    | 2      |
| 2011/12 | Málaga CF   | Hiszpania | Primera División | 10    | 0      |
| 2012/13 | Málaga CF   | Hiszpania | Primera División | 9     | 1      |
| 2012/13 | Granada CF  | Hiszpania | Primera División | 15    | 1      |
| 2013/14 | Granada CF  | Hiszpania | Primera División | 24    | 0      |
| 2014/15 | Granada CF  | Hiszpania | Primera División | 0     | 0      |
| 2014/15 | Granada CF  | Meksyk    | Liga MX          | 2     | 0      |
| 2014/15 | Granada CF  | Argentyna | Primera División | 12    | 1      |

## Kariera reprezentacyjna
W 2008 roku Buonanotte zaczął występować w reprezentacji Argentyny U-20. Latem został powołany przez selekcjonera Sergia Batistę do 18-osobowej kadry na Igrzyska Olimpijskie w Pekinie, gdzie Argentyna wywalczyła złoty medal.